# Asle Andersen
Asle Andersen (Sola, 15 febbraio 1972) è un allenatore di calcio ed ex calciatore norvegese, di ruolo difensore.

## Carriera

### Allenatore

#### Club
Andersen ha giocato per il Viking e per il Bryne, prima di passare all'Haugesund. Ha debuttato in squadra il 9 aprile 2000, nel pareggio casalingo per 2-2 contro il Bodø/Glimt. Il 21 maggio dello stesso anno ha segnato la prima rete, nel 2-1 inflitto allo Start. A fine anno, la squadra è retrocessa in 1. divisjon, ma Andersen rimase fino al 2003.
Nel 2004, è tornato al Bryne e vi è rimasto fino al 2006, quando è passato al Sandnes Ulf, in 2. divisjon. Nel 2007 ha contribuito alla promozione del club in 1. divisjon e alla fine del campionato 2008 si è ritirato.

#### Nazionale
Andersen ha giocato 4 partite per la Norvegia under 21.

### Allenatore
È diventato tecnico del Sandnes Ulf nel 2006. Il 16 luglio 2014, ha lasciato il club. Il 9 dicembre 2015, il Sola ha annunciato che Andersen sarebbe diventato il nuovo tecnico, a partire dal 1º gennaio 2016.